# Late meidoornspanner
De late meidoornspanner (Theria rupicapraria) is een nachtvlinder uit de familie van de spanners (Geometridae). 

## Kenmerken
De spanwijdte van het mannetje bedraagt tussen de 28 en 30 mm. De grondkleur van de voorvleugel is donkerbruin. De middenband is duidelijk afgezet door donkere en daarbuiten witte lijnen en de band versmalt naar de binnenkant toe. Het vrouwtje heeft vleugelstompjes van ongeveer de helft van de lengte van het achterlijf. Hij kan makkelijk verward worden met de meidoornspanner (Theria primaria). 

## Levenscyclus
De late meidoornspanner gebruikt meidoorn en sleedoorn als waardplanten. De rups is te vinden in juni. De soort overwintert als pop. Er is jaarlijks een generatie die vliegt van januari tot in april.

## Voorkomen
De soort komt verspreid in Europa en de Zuidelijke Kaukasus voor. De late meidoornspanner is in België een zeldzame en in Nederland een zeer zeldzame soort. 